# غيديون يونج
غيديون يونج (بالألمانية: Gideon Jung) (12 سبتمبر 1994 بدوسلدورف في ألمانيا - ) هو لاعب كرة قدم ألماني في مركز قلب الدفاع. لعب مع روت فايس أوبرهاوزن ونادي هامبورغ ونادي هامبورغ 2 ‏.

## وصلات خارجية
- غيديون يونج على موقع قاعدة بيانات كرة القدم.إي يو (الإنجليزية)
- غيديون يونج على موقع بيانات كرة القدم. دي إي (الألمانية)
- غيديون يونج على موقع Soccerway.com (الإنجليزية)
- غيديون يونج على موقع عالم كرة القدم.نت (الإنجليزية)
- غيديون يونج على موقع AS.com (الإسبانية)